# Jacques-Philippe Bouchardon
Jacques-Philippe Bouchardon, född 1711 i Frankrike, död 1753 i Stockholm, var en fransk skulptör. Han var son till Jean-Baptiste Bouchardon och bror till Edmé Bouchardon.

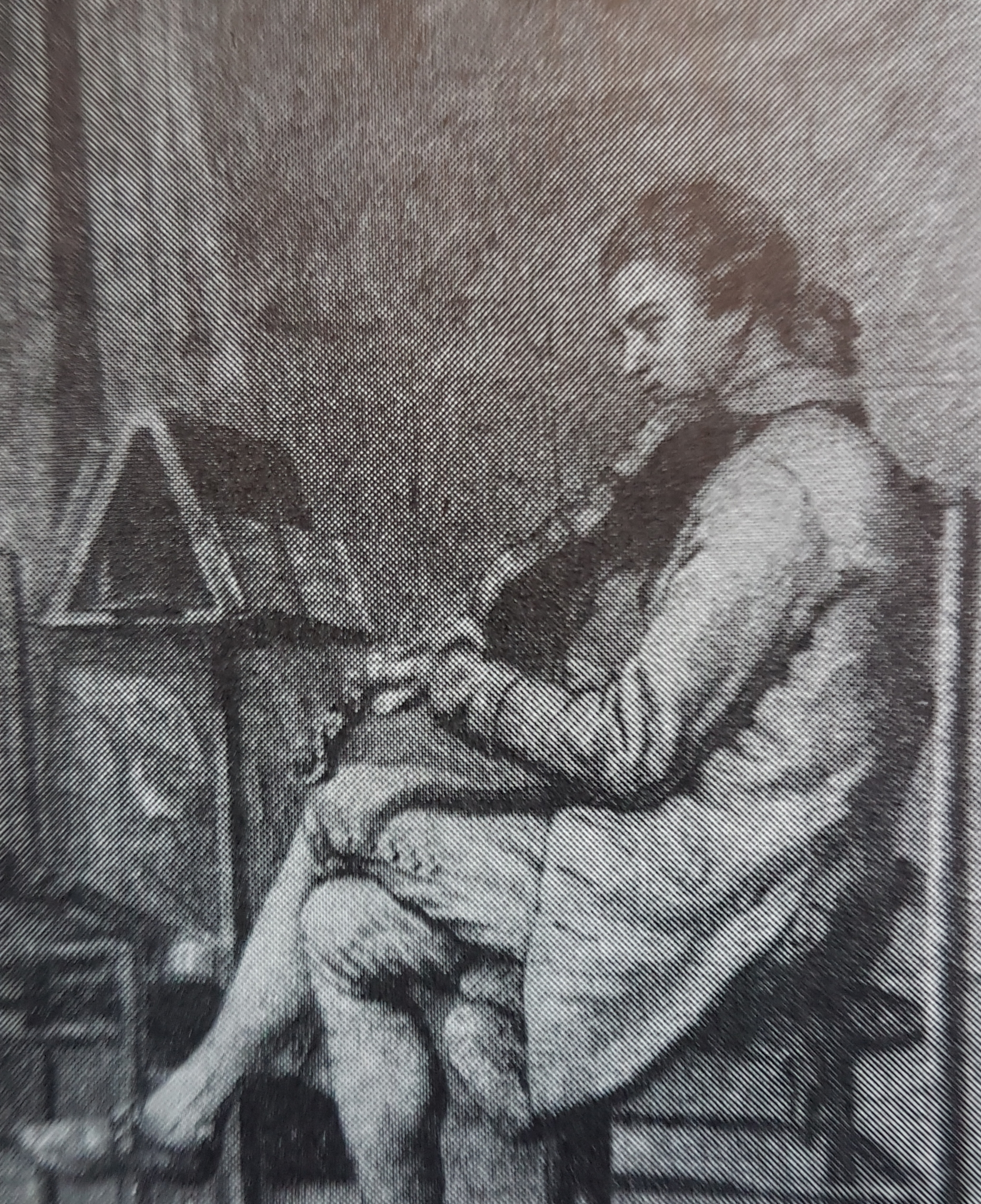

Bouchardon studerade i Rom under broderns ledning. I synnerhet övade de sig gemensamt i teckning efter levande modell och gav ut en serie av Aveline med flera i rödkritsmaner graverade ritningar, som länge användes som planscher vid konstakademierna, bland annat i Stockholm.
På 1730-talet flyttade Bouchardon till Paris, vann där snart rykte som skulptör, gjorde bekantskap med svenske ministern Carl Gustaf Tessin, och då Carl Hårleman 1740 i brev till denne uttryckte en önskan att för slottsbyggnadens räkning erhålla två nya franska bildhuggare, slöt Tessin 1741 kontrakt med Bouchardon, som kom till Stockholm samma år. Där utnämndes han strax till kungl. hovstatybildhuggare. Hans årliga arvode var i kontraktet stipulerat till 5 000 livres, 6 famnar finnbjörk, 4 skålpund ljus och anständiga logementer. Bouchardon deltog med Guillaume Thomas Taraval i undervisningen vid den sex år förut stiftade Ritarakademien (nuvarande Konstakademien).
Bouchardons första konstnärliga uppgifter i Stockholm, altardekorationen (ej fullbordad) och predikstolen i Slottskyrkan, anses vara mindre lyckade såväl i komposition som utförande, visar hans konsts begränsning. 
För Rikssalen utförde han de två allegoriska figurerna Adeln och Prästeståndet, som ses på ömse sidor ovanför Drottning Kristinas silvertron, och ett tiotal kolossala gipsgenier (putti) med emblem, även de utförda för Stockholms slotts trappor, dekorativa, i brons gjutna genier, uppbärande lyktor samt andra arbeten för slottet. Det är dock svårt att bestämma vilka, då de ej förekommer i slottets räkenskaper.
Nationalmuseum har dessutom i sin modellsamling en 1749 utförd skiss i bränd lera till en staty av Minerva som av Sveriges skyddsängel mottager den unge prins Gustaf, en genie på en sjöhäst, grupper i bronserad gips och vax med flera vaxmodeller. Allra mest till sin fördel framstår dock Bouchardon som porträttskulptör. Full av karaktär är till exempel den realistiskt behandlade Karl XII:s bronsbyst på Stockholms slott (modellerad 1747, gjuten av G. Meyer 1749 i brons), men den överträffas dock av den praktfulla bronsbysten av Fredrik I i Vetenskapsakademiens sessionssal (gjuten av Meyer 1752) – ett utsökt prov på pompös, kunglig rokokoporträttskulptur. Förträffliga är även de livfulla gipsbysterna av Carl Hårleman (bronserad; i observatoriet), Guillaume Thomas Taraval och överintendenten greve Carl Johan Cronstedt (Fullerö slott).